# خوان ميغيل جايمي
خوان ميغيل جايمي (بالإسبانية: Juan Jaime)‏ (1993 في الأرجنتين - ) هو لاعب كرة قدم أرجنتيني في مركز الوسط. لعب مع تاليريس ونادي لانوس وClub Atlético Douglas Haig ‏.

## وصلات خارجية
- خوان ميغيل جايمي على موقع قاعدة بيانات كرة القدم.إي يو (الإنجليزية)
- خوان ميغيل جايمي على موقع Soccerway.com (الإنجليزية)